# Calyptranthera schatziana
Calyptranthera schatziana är en oleanderväxtart som beskrevs av Klackenberg. Calyptranthera schatziana ingår i släktet Calyptranthera och familjen oleanderväxter. Inga underarter finns listade i Catalogue of Life.